# HD44691
HD44691 — хімічно пекулярна зоря спектрального класу A3, що має видиму зоряну величину в смузі V приблизно  5,6.
Вона  розташована на відстані близько 271,6 світлових років від Сонця.

## Фізичні характеристики
Зоря HD44691 обертається 
порівняно повільно 
навколо своєї осі. Проєкція її екваторіальної швидкості на промінь зору становить  Vsin(i)= 29км/сек.
Телескоп Гіппаркос зареєстрував фотометричну змінність  даної зорі з періодом    9,95 доби в межах від  Hmin= 5,95 до  Hmax= 5,59.